# La princesa Bebé
La princesa Bebé es una obra de teatro en cuatro actos de Jacinto Benavente, estrenada en 1906.

## Argumento
En el lejano Reino de Suabia, la Princesa Elena, Bebé por expreso deseo de su tío, el Emperador Miguel Alejandro, se ve obligada a casarse con un hombre rudo al que no ama. Ella, desdichada con la situación, pretende divorciarse y unirse al Caballero Rosmer. Por su parte, el otro sobrino del Monarca, el Príncipe Esteban desea casarse con Elsa Kenisberg una cantante para escándalo de la Corte. Ambos sobrinos renuncian a sus potestades para alcanzar sus deseos. Recorren entonces las altas sociedades, a veces de dudosa moral, de Europa, incluyendo casinos y bailes, aunque sin alcanzar la felicidad. Los primos se reconocen mutuamente su desdicha y añoran lo que pudo haber sido una vida feliz.

## Representaciones destacadas
- Teatro (Teatro Español, Madrid, 30 de marzo de 1906. Estreno). 
  - Intérpretes: María Guerrero (Princesa Elena), Fernando Díaz de Mendoza (Príncipe Esteban), Alfredo Cirera (Miguel Alejandro de Suavia), Ricardo Vargas (Príncipe Mauricio), Matilde Asquerino (Príncipe Álex), Felipe Carsi (Caballero Stiger), María Cancio (Baronesa Ester de Rosemberk), Nieves Suárez (Condesa Diana de Lys), Elena Salvador (Reina Saba).

- Teatro, (Teatro de la Comedia, Madrid, 1916)
  - Intérpretes: Mercedes Pérez de Vargas (Princesa Elena).

- Teatro (Teatro Goya, Barcelona, 1927)
  - Intérpretes: Margarita Xirgu (Princesa Elena), Alfonso Muñoz (Príncipe Esteban), Francisco López Silva (Miguel Alejandro de Suavia), Carmen Carbonell (Príncipe Mauricio), María López Silva (Príncipe Álex), Pilar Muñoz (Princesa Margarita), Fernando Fresno (Caballero Stiger), Pascuala Mesa (Baronesa Ester de Rosemberk), Julia Pachelo (Condesa Diana de Lys), Amelia Muñoz (Reina Saba), Rosa Luisa Gorostegui (Elena Kenigsberg).

- Teatro, (Teatro Lara, Madrid, 1940)
  - Intérpretes: Irene López Heredia (Princesa Elena), Mariano Asquerino.